# کلینتون (شهرستان اونیدا، نیویورک)
کلینتون، شهرستان اونیدا (به انگلیسی: Clinton) یک روستا در ایالات متحده آمریکا است که در شهرستان اونیدا، نیویورک واقع شده‌است. کلینتون، شهرستان اونیدا ۱٫۵ کیلومتر مربع مساحت و ۱٬۹۴۲ نفر جمعیت دارد و ۱۸۴ متر بالاتر از سطح دریا واقع شده‌است.